# 久地
久地（くじ）は、神奈川県川崎市高津区の町名。現行行政地名は久地一丁目から久地四丁目と大字久地。住居表示は久地（丁目あり）は実施済み区域、大字久地は未実施区域。

## 地理
川崎市高津区の北部に位置し、東部の一部で多摩川に接し、西部を府中街道（神奈川県道9号川崎府中線）および二ヶ領用水の本川が通り、概ね多摩川沿いの平坦な土地であるが、南西部には津田山（七面山）と呼ばれる小高い丘がそびえている。
また南部にはかつては久地梅林が広がっており、花の名所として賑わった。

### 地価
住宅地の地価は、2025年（令和7年）1月1日の公示地価によれば、久地1丁目2-26の地点で41万6000円/m²、久地1丁目15-40の地点で33万6000円/m²となっている。

### 平瀬川
久地円筒分水が造られるのと同じ頃、七面山（津田山）の反対側を溝口市街へ流れていた平瀬川の洪水が問題となっていた。
そこで、久地円筒分水へ流入する水量を調整する堰と、余剰の水を多摩川へ流す施設を改築するとともに、七面山（津田山）にトンネルを掘って反対側の平瀬川の水を久地に向けて流し、そのまま多摩川へ流すための流路が設けられることとなった。（詳しくは平瀬川を参照。）
なお、この平瀬川は現在の多摩川堤防より低いところを流れて多摩川に合流するため、多摩川の下流側、平瀬川に沿って霞堤が設けられている（平瀬川に沿っていることから平瀬川堤防にも見えるがこれは多摩川の堤防である）。この霞堤は平瀬川から少し離れており、間に民家が立地している。場所こそ異なるものの、かつての横土手を思わせる様相になっており、治水の歴史とその難しさを暗示している。この平瀬川の新しい流路は新平瀬川と呼ばれる。

## 歴史
松寿弁財天の東側尾根筋からは、古墳時代前期の円墳で割竹形木棺が出土した久地伊屋之免古墳。津田山（七面山）周辺には、久地西前田横穴墓群、浄元寺裏横穴墓群、中之橋横穴墓群、平瀬川隧道際西横穴墓などの、古墳時代後期（6〜7世紀）のものと推定される多数の横穴墓が見つかっており、古代からの居住地であったことが確認されている。ほぼ全域が多摩川の扇状地である肥沃な土地で、また多摩川と二ヶ領用水本川に挟まれた当地は豊かな水に潤され、昭和中期頃までは稲作をはじめ農業が盛んであった。反面、かつて多摩川は度々洪水を引き起こしており、また二ヶ領用水の分水樋が位置していたことからも、水にまつわる争いが絶えなかったことが窺われる。
江戸時代、久地村は徳川幕府の直轄領(天領)であった。正保年間(1644年から1647年)は御料地で、幕府代官で関東総代の伊奈半十郎が支配し、『新編武蔵風土記稿』の時点では幕府代官の小野田三郎右衛門の領地であった。伊奈家の支配の影響で品川宿の助郷に人足を出す負担を強いられ、1681年(延宝9年)には久地村は、継立村に指定されていた二子村の助郷村にも指定された。
近年になると、近代化の流れの中で当町の多摩川沿いや府中街道沿いには工場が相次いで立地するようになり、特に東部に隣接する宇奈根との境界付近では、今でも工業地域として大小さまざまな工場が軒を連ねている。

### 多摩川と二ヶ領用水
江戸時代初期に整備された二ヶ領用水は、上河原・宿河原の堰で取水した豊富な水が当町西北部で合流し、津田山（七面山）沿いを流下して当町西南部で 4方面へと分けられており、当町は稲作の生命線である水の要衝の地であった。
二ヶ領用水に潤された下流域では以降新田開発が進み、かつては上質な米が「稲毛米」と呼ばれ、江戸で好評を博したという。
反面、水にまつわる争いも絶えることがなく、度々騒動が起きていたといわれる。特に二ヶ領用水の水を正確に分けるために設けられた分水樋については、かつては木の板を用いた簡素なものであったが、正確な分水が出来ないことから水をめぐる争いが絶えず、かつての分量樋（二ヶ領用水久地分量樋）に代わり、高度な技術を投入して久地円筒分水が造られるほどであった。
また、久地分量樋を洪水などの被害から護るため、その手前には久地大圦樋、および余剰の水を多摩川に流す水路が設けられていた。多摩川と二ヶ領用水に挟まれたこの一帯は、かつては度々洪水に見舞われたが、その洪水から下流域を護るためにと溝ノ口村・二子村など下流域の村々が横土手を盛りはじめ、それに久地村や上流の堰村などが反発、工事は 300m ほど進んだところで続行不能な事態になり、以降中断されたまま放置されていたという。
その土手の遺構が近年まで残っていたが、現在はこの付近の工場跡地に大規模マンション建設がされ、かつての横土手は舗装道路へと姿を変えており、すぐ側に設けられた川崎歴史ガイドのガイドパネルが往時の状況を伝えるのみである。
- 1597年（慶長2年）- 小泉次太夫、六郷用水及び二ケ領用水の開削事業を開始。
- 1609年（慶長14年）7月- 稲毛川崎二ヶ領用水の本流路開削工事完了。
- 1611年（慶長16年）3月- 稲毛川崎二ヶ領用水工事完了。灌漑面積1876町歩。
- 1616年（元和2年）- 稲毛川崎二ヶ領用水組合成立。
- 1628年（寛永5年）- 関東郡代伊奈忠治の手代筧助兵衛、多摩川に宿河原用水取水口を新設。
- 1710年（宝永7年）- 多摩川の川筋が変わった事により、久地村と対岸の宇奈根・大蔵・鎌田3ヵ村との間に地境論争が起こる。
- 1910年（明治43年）- 老朽化のため久地分量樋崩壊。久地円筒分水建設。
- 1919年（大正8年）- 内務省、多摩川河口から久地にいたる多摩川右岸改修工事開始。

### 久地梅林
|  |  |

新平瀬川が流れる先は、かつては久地梅林（くじばいりん）と呼ばれる花の名所であり、往時は稲田堤の桜とともに花見の名所として親しまれていたという。
徳川吉宗が治世した享保年間に、久地村の庄屋の川辺森右衛門は幕府に梅樹種の改良を命じられ、屋敷の内外に梅の木数百本を植えたのが、久地梅林の始まりである。この梅林は私有地であるが、1927年(昭和2年)に開通した南武鉄道が「久地梅林駅」(現在の久地駅)と称し、玉川電車も沿線観光絵はがきなどで宣伝したことで、一層有名になった。
しかし戦争中の食糧増産、戦後の近代化に伴う工場進出や宅地化に伴い、梅林は次第に削られ、現在は限られた私有地敷地内に極わずかに残るのみになっている。付近のバス停や交差点名に「梅林」の名が現在も残る。近年になって新平瀬川沿いに川崎市が「久地梅林公園」を設置し、その中に新たに梅の木を植え、また 1933年に北原白秋が当地で詠った詩を刻んだ碑を設けるなどして、往時の面影を今後に伝えるための準備をしている。
平成13年には、梅は高津区の木に指定されている。

### 津田山（七面山）
当町と隣接する下作延との間に、小高い丘がある。これはかつて七面山（しちめんやま）と呼ばれていたが、1927年に溝ノ口線（現在の東急田園都市線の一部）を開通させた玉川電気鉄道の津田興二社長がこの丘で開発を手がけたことから、七面山は後に「津田山」（つだやま）と呼ばれるようになった。

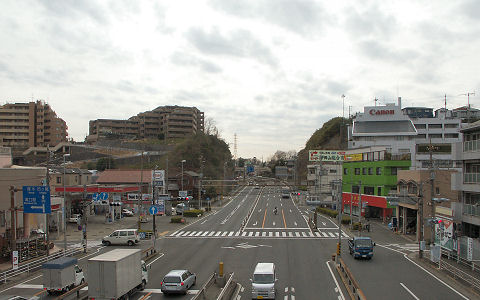
かつて遊園地などが計画された津田山（七面山）には現在はマンションが建ち、東京・横浜バイパスが切通しで越える様相へと変貌した。 （2006年2月27日撮影）

当時は東京五輪の選手村の誘致の候補地として、津田山、諏訪河原、瀬田などの多摩川沿岸が挙げられていた。国際オリンピック誘致運動から帰国した平山良三にもらった五輪旗と日章旗を、津田山に設置した掲揚台に掲げた。しかし、戦況悪化により五輪開催自体がなくなり、ここ津田山の開発も立ち消えになった。
現在は、町内の一角には久地神社および成田山久地不動尊が豊かな森に囲まれながら祀られているが、下作延町内は後に宅地化され、また東京・横浜バイパス敷設時に一部が切り通されるなどして、結局、その様相は大きく変貌することとなった。
なお、近年は「津田山」の名が定着しており、津田山を越えて反対側の下作延町内に置かれた南武線の駅名もかつては「日本ヒューム管前」駅であったが、1944年（昭和19年）4月の国有化時に「津田山駅」へと改称している（詳しくは津田山駅#歴史を参照）。
また、この津田山（七面山）周辺では古墳時代後期（6～7世紀）のものと推定される数多くの横穴墓群が見つかっており、近年になって相次ぐ都市開発に追われるように一部が発掘調査され、鉄製品や勾玉、金環などが出土している。

### 世田谷区久地町
東京都世田谷区で住居表示が実施されるまでは、多摩川の左岸にも久地町が存在した。1941年の世田谷区地図によれば、世田谷区久地町は、大部分は河川、河原の一部であった。

### 沿革
- 1878年（明治11年） - 神奈川県橘樹郡久地村。
- 1889年（明治22年） - 溝口村など近隣7ヶ村と合併し高津村大字久地になる。
- 1912年（明治45年） - 多摩川左岸地域（概ね野川以南の地域）が北多摩郡砧村大字鎌田（現在の世田谷区鎌田1、2丁目付近）へ編入される。
- 1928年（昭和3年） - 町制施行、神奈川県橘樹郡高津町大字久地になる。
- 1937年（昭和12年） - 川崎市に編入、神奈川県川崎市大字久地になる。
- 1972年（昭和47年） - 政令指定に伴い行政区が設置され、神奈川県川崎市高津区大字久地になる。
- 1997年度（平成9年度）- 二子の住居表示の実施に伴い町境を一部変更。
- 2002年度（平成14年度） - 住居表示の実施に伴い、大字久地の一部から久地1丁目、久地2丁目、久地3丁目、久地4丁目を設置。このとき溝口、下作延との町境を一部変更している。

### 町名の由来
かつて暴れ川であった多摩川に度々河岸をクヂ（刔）られたことから、などとも言われているが、定説はない。
元禄年間に、かつて上杉氏に仕えていた女性が尼となり当地に永住したと言われるが、その比丘尼（びくに）が転訛したものともいわれている。比丘尼を祀った弁天社は信仰を集め、現在は成田山久地不動尊として久地円筒分水付近に今も残っている。
なお、かつてはその読みを「くぢ」とも表記していたが、現在は「くじ」と読む。

## 世帯数と人口
2025年（令和7年）6月30日現在（川崎市発表）の世帯数と人口は以下の通りである。
| 大字・丁目 | 世帯数    | 人口     |
| ---------- | --------- | -------- |
| 久地       | 215世帯   | 552人    |
| 久地1丁目  | 1,689世帯 | 3,245人  |
| 久地2丁目  | 1,335世帯 | 2,431人  |
| 久地3丁目  | 1,527世帯 | 3,973人  |
| 久地4丁目  | 1,764世帯 | 3,191人  |
| 計         | 6,315世帯 | 13,392人 |

### 人口の変遷
国勢調査による人口の推移。
| 年                 | 人口   |
| ------------------ | ------ |
| 1995年（平成7年）  | 7,720  |
| 2000年（平成12年） | 8,248  |
| 2005年（平成17年） | 9,573  |
| 2010年（平成22年） | 12,391 |
| 2015年（平成27年） | 13,223 |
| 2020年（令和2年）  | 13,630 |

### 世帯数の変遷
国勢調査による世帯数の推移。
| 年                 | 世帯数 |
| ------------------ | ------ |
| 1995年（平成7年）  | 3,547  |
| 2000年（平成12年） | 3,829  |
| 2005年（平成17年） | 4,378  |
| 2010年（平成22年） | 5,461  |
| 2015年（平成27年） | 5,855  |
| 2020年（令和2年）  | 6,199  |

## 学区
市立小・中学校に通う場合、学区は以下の通りとなる（2024年3月時点）。
| 大字・丁目 | 番・番地等                                        | 小学校             | 中学校               |
| ---------- | ------------------------------------------------- | ------------------ | -------------------- |
| 久地       | 155～159番                                        | 川崎市立高津小学校 | 川崎市立西高津中学校 |
| 久地       | 160番以降                                         | 川崎市立久地小学校 | 川崎市立西高津中学校 |
| 久地1丁目  | 27番1～8号、28番1～8号 36～50番                   | 川崎市立久地小学校 | 川崎市立西高津中学校 |
| 久地1丁目  | 1～26番 27番10号～最終号 28番9号～最終号 29～35番 | 川崎市立高津小学校 | 川崎市立西高津中学校 |
| 久地2丁目  | 全域                                              | 川崎市立高津小学校 | 川崎市立西高津中学校 |
| 久地3丁目  | 6番1号                                            | 川崎市立高津小学校 | 川崎市立西高津中学校 |
| 久地3丁目  | 1～5番 6番8～10・12〜13・16号 7～16番             | 川崎市立久地小学校 | 川崎市立西高津中学校 |
| 久地4丁目  | 全域                                              | 川崎市立久地小学校 | 川崎市立西高津中学校 |

## 事業所
2021年（令和3年）現在の経済センサス調査による事業所数と従業員数は以下の通りである。
| 大字・丁目 | 事業所数  | 従業員数 |
| ---------- | --------- | -------- |
| 久地       | 37事業所  | 535人    |
| 久地1丁目  | 83事業所  | 502人    |
| 久地2丁目  | 88事業所  | 1,032人  |
| 久地3丁目  | 68事業所  | 1,445人  |
| 久地4丁目  | 104事業所 | 1,323人  |
| 計         | 380事業所 | 4,837人  |

### 事業者数の変遷
経済センサスによる事業所数の推移。
| 年                 | 事業者数 |
| ------------------ | -------- |
| 2016年（平成28年） | 349      |
| 2021年（令和3年）  | 380      |

### 従業員数の変遷
経済センサスによる従業員数の推移。
| 年                 | 従業員数 |
| ------------------ | -------- |
| 2016年（平成28年） | 4,575    |
| 2021年（令和3年）  | 4,837    |

## 交通

### 鉄道
- JR南武線久地駅 - 町域西北部に置かれる。

東部では二子町内の東急田園都市線二子新地駅、高津駅も利用できる。

### バス
- 東急バス
向02 二子玉川駅 - 高津営業所 - 梅林 - 新平瀬橋 - 久地駅前 - 向ヶ丘遊園駅東口
- 川崎市営バス
溝06 井田営業所 - 新城駅前 - 溝口駅前 - 梅林 - 新平瀬橋 - 久地駅前 - 向丘遊園駅東口・登戸駅

### 道路
- 府中街道（神奈川県道9号川崎府中線）

## 施設

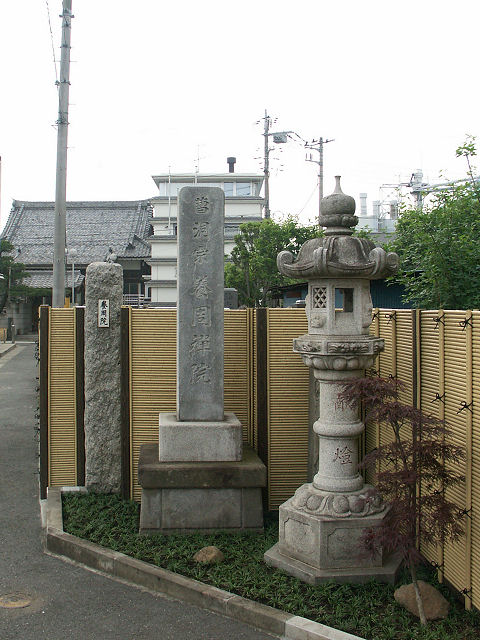
養周院、禅寺であるとともに多くの地蔵尊が祀られている。（2006年 6月14日撮影）

- 久地神社、成田山久地不動尊 - ともに久地円筒分水付近の津田山（七面山）にある。
- 養周院 - 曹洞宗の仏教寺院。民間信仰の地蔵尊が多く立ち並び、祀られている。

### かつての名所
- 松寿弁財天 - 長尾との境界付近の丘の上に立つ祠。江戸時代後期に賑わった観光名所。多摩区宿河原の常照寺に、松寿弁才天の霊験を描いた絵画「紙本墨画着色 松寿弁才天図」（市重要歴史記念物）が残る。常照寺と松寿弁才天の伝説
- 大山街道を通行する人向けに販売された多摩川の名所案内錦絵「武陽玉川八景之図」（1791年 寛政3年 発行）には、二ヶ領用水の久地分量樋や、崖の上の綱下げの松が大きく描かれ、佐野渡の和歌『「向丘ノ秋月」 網下げの秋の月見を夏の日や　あつき利生に祈誓かけたり』が添えられ、紹介されている。

## その他

### 日本郵便
- 郵便番号 : 213-0032[3]（集配局 : 高津郵便局[24]）

### 警察
町内の警察の管轄区域は以下の通りである。
| 大字・丁目 | 番・番地等 | 警察署     | 交番・駐在所     |
| ---------- | ---------- | ---------- | ---------------- |
| 久地       | 全域       | 高津警察署 | 末長交番         |
| 久地1丁目  | 40番～50番 | 高津警察署 | 末長交番         |
| 久地1丁目  | 1番～39番  | 高津警察署 | 二子新地駅前交番 |
| 久地2丁目  | 全域       | 高津警察署 | 二子新地駅前交番 |
| 久地3丁目  | 全域       | 高津警察署 | 不明             |
| 久地4丁目  | 全域       | 高津警察署 | 不明             |